# Joseph Joanovici

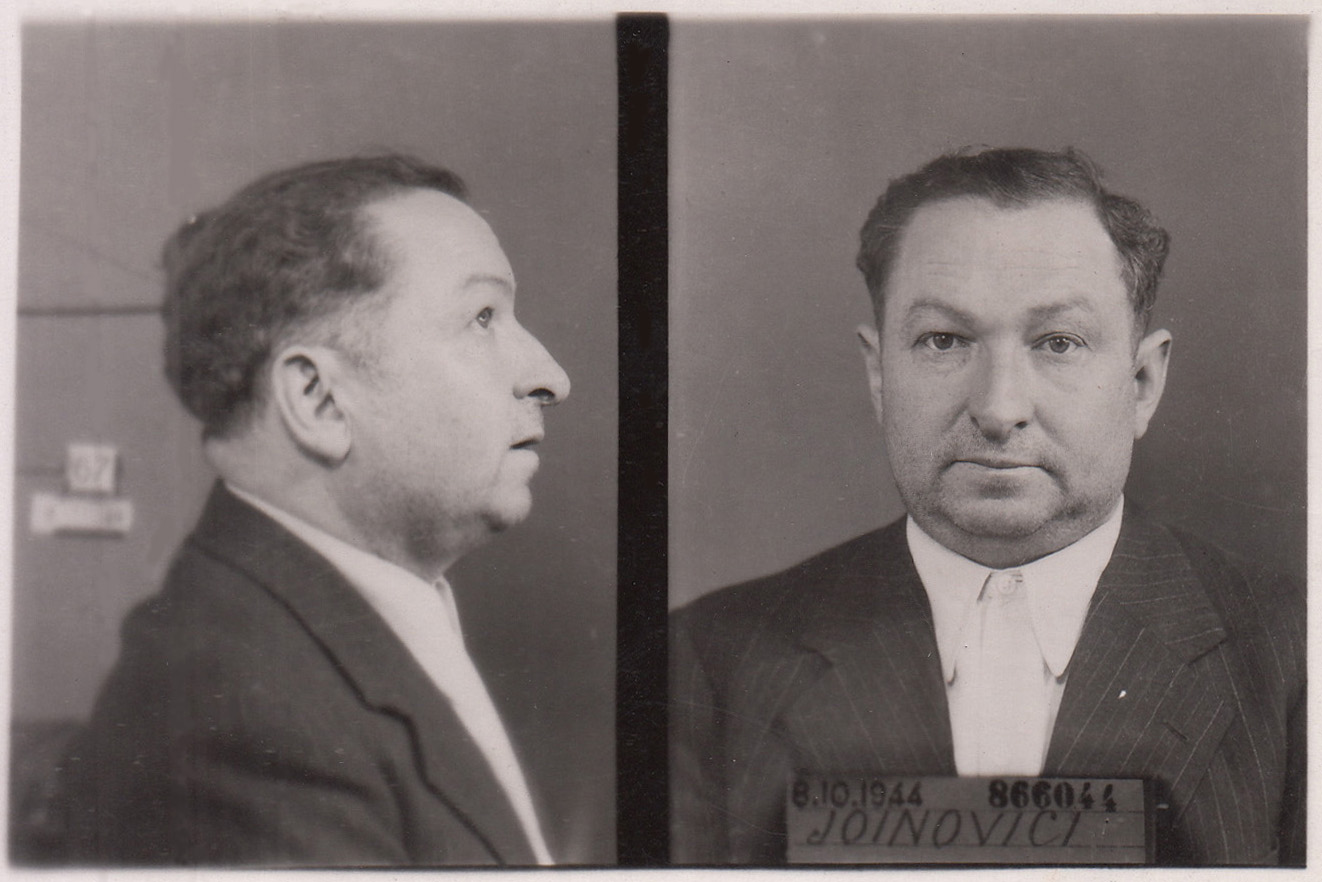
Joseph Joanovici im Oktober 1944

Joseph Joanovici, auch Joinovici (genannt Joino oder Monsieur Jo; geboren am 22. Februar 1905 in Kischinew; gestorben am 7. Februar 1965 in Clichy), war ein französischer Eisenhändler und Kollaborateur der deutschen Besatzung mit engen Verbindungen ins Kriminellenmilieu und zur „französischen Gestapo“ Carlingue. Gegen Ende des Krieges leistete er finanzielle Hilfe an die Résistance. Für diese Art von Tätern ist heute die französische Bezeichnung Truands („Gauner“, „Ganoven“) gebräuchlich.

## Leben
Joseph Joanovici wurde im damals Russland untergeordneten Bessarabien in eine jüdische Familie geboren. Die Familie wohnte im Ghetto der Stadt. Seine Schulbildung reichte nicht weit, denn er blieb sein Leben lang Analphabet, offensichtlich konnte er aber sehr gut mit Zahlen umgehen. 1925 wanderte er mit einem Nansen-Pass für Staatenlose mit seinem Bruder Mordher nach Frankreich aus, wo bereits ein Cousin lebte, und wurde Alteisenhändler in einem Vorort von Paris. Die Firma war an der Rue Morice 13 in Clichy domiziliert. Die von ihm gehandelten Waren waren überwiegend Diebesgut und sein Name tauchte in Polizeiberichten auf, doch wurde nie näher gegen ihn ermittelt. Bei Kriegsausbruch wurde sein Unternehmen requiriert, wofür er eine großzügige finanzielle Abfindung erhielt.
Auf den Einmarsch der deutschen Armee im Zweiten Weltkrieg reagierte er zunächst mit Flucht nach La Rochelle, doch kehrte er nach dem Waffenstillstand im Juli 1940 nach Paris zurück. Sein Unternehmen „arisierte“ er vor Erlass entsprechender antisemitischer Gesetze selbst, indem er zwei Strohmänner in die Direktion einsetzte und trat mit der Nazi-Tarnfirma „Wirtschaftliche Forschungsgesellschaft“ (WiFo) in Kontakt. Offiziell war er nur „technischer Berater“ seines Unternehmens. Der wegen Korruption entlassene Polizist Émile Gaget und ein amtierender Polizist der Fremdenpolizei, ein gewisser Henri Verdier, führten angeblich das Geschäft. Dieses belieferte die Nazis ab Januar 1941 mit Kupfer und Messing. Die Metalle erhielt er seinerseits durch seine Zusammenarbeit mit dem Berufskriminellen Henri Lafont (eigentlich Henri Chamberlin). Joanovici bediente nicht nur den Schwarzmarkt, sondern war auch ein direkter Lieferant der Gestapo. Innerhalb und außerhalb des Rahmens der Carlingue arbeitete er mit dem Netzwerk Pierre Bonny/Henri Lafont und mit Christian Masuy (eigentlich Georges Delfanne) zusammen.
Seine Protektion durch das Vichy-Regime erkaufte er sich mit großzügigen Bestechungsgeldern, trotzdem erwarb er im Verlauf des Krieges ein Privatvermögen, das auf zwei Milliarden Francs geschätzt wird. Der Umsatz betrug vier Milliarden Francs. Der Historiker Éric Branca hat dies (mit Wertschwankungen zwischen 1940 und 1944) auf mindestens 300 Millionen Euro Kaufkraft im Jahr 2001 umgerechnet. Im Juni 1941 wurde Joanovici zum russisch-orthodoxen Staatsbürger des mit den Nazis verbündeten Rumänien erklärt. Seine angeblich „arische“ Abstammung wurde ihm von der deutschen Kommandantur bescheinigt, damit konnte er Kunde der Barclays Bank werden. Indes begann die massenhafte Deportation der französischen Juden mit der Rafle du Vélodrome d’Hiver im Juli 1942. Joanovici spazierte derweil mit einem Dienststellen Ausweis unbehelligt in Paris herum. Er stand somit unter dem direkten Schutz des „Militärbefehlshabers in Frankreich“.
Als der SS-Obersturmführer Heinz Röthke an der ungewöhnlichen Kooperation der Deutschen mit einem Juden Anstoß nahm und die Joanovici-Brüder 1942 verhaften wollte, trat ein anderer Antisemit auf den Plan: Mit einem Telegramm aus Berlin vom 28. Juli 1942, das der Historiker Grégory Auda im Archiv der Polizeipräfektur gefunden hat, gab Heinrich Himmler die Anweisung: „Die Gebrüder Joanovici sind keine Juden. [...] Sie arbeiten schon seit Jahren für die deutsche Armee und beschaffen ihr monatlich durchschnittlich 500 Tonnen wichtige Metalle (Kupfer etc.).“ Joanovicis erster Scheck seitens der Deutschen, den er bei Barclays einlöste, belief sich auf den Betrag von 650.475 Francs, überwiesen durch einen Reichskreditkassenschein der Reichsbank. Davon profitierten wiederum seine Kumpane. Henri Lafont gab er einen Kredit von zwei Millionen Francs für den Kauf eines Bauernhofs in Bazoches-sur-le-Betz, dem späteren Versteck der Carlingue.
Joanovici stellte der Gestapo Fahrzeuge und Treibstoff zur Verfügung, mit denen diese ihre Verbrechen beging. Er verfolgte eine Doppelstrategie: Einigen wenigen Juden half er aus der Gestapo-Gefangenschaft. Der Résistance-Organisation „Honneur de la police“ finanzierte er ab 1943 Waffen und Fahrzeuge. Eine weitere Gruppe des Widerstands, die auf Joanovicis Finanzhilfe zählen konnte, war das Agentennetzwerk Turma-Vengance. Der Gesamtbetrag seiner Geldüberweisungen an die Résistance beläuft sich auf rund zehn Millionen Francs, die Gesamtmenge aller für die Nazis strategisch wichtigen Metalle, die Joanovici lieferte, betrug mindestens 30.000 Tonnen. Nach der Libération – der Befreiung Frankreichs durch die Alliierten – floh er in ein DP-Lager in  der amerikanischen Zone in Deutschland, wo er sich als Opfer der Nazis ausgab. Auf Rat amerikanischer Anwälte hatte er eine straflose Rückkehr nach Frankreich ausgehandelt und erhalten.
Präfekt Charles Luizet, auf dessen Protektion er sich verlassen konnte, musste krankheitshalber in Pension gehen und starb kurz darauf. Dessen Hierarchie schaltete sich ein: Der sozialistische Innenminister Édouard Depreux konstatierte am 18. März 1947, Joanovici habe sich eine persönliche Polizei geschaffen. Nach seiner Verhaftung am 12. September 1944 per Haftbefehl vom 3. März, war es Joanovici, der der Polizei das Versteck der Carlinge verriet. Polizeikader hatten ihn nicht nur vor seiner bevorstehenden Verhaftung gewarnt, sondern setzten sich sogleich für seine Freilassung ein. Er hatte ab dem 12. November 1944 ein eigenes Büro in der Polizeipräfektur und konnte zwei Polizeibeamte befehligen und einen Dienstwagen nach Gutdünken benutzen. Eine offizielle amtliche Funktion hatte Joanovici nicht. Er verwendete daher seine Zeit für neue Schwarzmarktgeschäfte, diesmal zusätzlich in Tabak, insbesondere mit der US-amerikanischen Armee. Die Wände seiner Wohnung am Boulevard Malesherbes 205 waren laut der Zeitung France-Soir mit etlichen Ehrenurkunden behängt, die ihm Verdienste für die Résistance bescheinigen sollten.
Trotz aller Fürsprachen sprach ihn ein Gericht 1949 der Kollaboration schuldig und er wurde zu fünf Jahren Gefängnis verurteilt und enteignet. In seiner Verteidigung hatte er vor den Richtern gesagt: „Ich habe mich nicht den Deutschen verkauft, denn ich war es, der sie bezahlt hat!“ Sein Anwalt war Henri Torrès. Joanovici machte aus dem Prozess ab dem 6. Juli 1949 ein Publikumsspektakel und flunkerte: „Verstehen Sie mich doch: weil ich staatenlos bin, kann ich mein Heimatland gar nicht verraten!“ Seine Behauptung, bei der Befreiung von Paris Waffen der Deutschen an die Résistance geliefert zu haben, fiel als Verteidigungslinie in sich zusammen, als sie der Geheimdienst BCRA widerlegte. Als Zusätze zum Hauptverfahren wurde Joanovicis mögliche Beteiligung an der Ermordung des jungen Résistance-Mitglieds Robert Scaffa in Seine-et-Marne im Juli 1944 und seine Beihilfe zur Gefängnisflucht des Carlingue-Mörders Abel Danos (1904–1952) verhandelt.
1952 wurde er vorzeitig aus der Haft entlassen, da er in einem weiteren Verfahren die Verpflichtung eingegangen war, ausstehende Steuern zu bezahlen, und erhielt assignation à résidence, was bedeutete, dass er sich regelmäßig auf der Polizeiwache seines neuen Wohnortes, das Hotel de Paris in Mende, melden musste. Den Bewohnern des südfranzösischen Städtchens präsentierte er sich als Attraktion. Von dort flüchtete er nach sechs Monaten mit unbezahlten Rechnungen 1957 nach Tel Aviv in Israel und hatte die Chuzpe politisches Asyl zu beantragen. Wie in einem weiteren prominenten Fall, jenem des US-Amerikaners Meyer Lansky, sowie im Fall des Sowjetbürgers Robert Soblen, entschied Israel nach dreimonatiger Untersuchung seines Falls 1958 auf Ausweisung Joanovicis. Die Regierung David Ben-Gurion hatte sich gegen seine Niederlassungsberechtigung ausgesprochen. Per Boot wurde er nach Marseille überstellt. In Frankreich kam er erneut im Gefängnis Les Baumettes in Haft und wurde 1962 aus gesundheitlichen Gründen entlassen, da er an Atherosklerose litt. Er starb allein und verarmt in der Pariser Vorstadt Clichy.